# Montcada i Reixac
Montcada i Reixac est une commune espagnole de Catalogne, située dans la province de Barcelone et la comarque du Vallès Occidental.

## Géographie

### Situation
La commune est située dans l'aire métropolitaine de Barcelone, au nord de la capitale catalane, et arrosée par le Besòs et son affluent le Ripoll, qui confluent sur le territoire de la commune.

### Communes limitrophes
| Barberà del Vallès, Ripollet | Santa Perpètua de Mogoda | La Llagosta                |
| Cerdanyola del Vallès        | Montcada i Reixac        | Sant Fost de Campsentelles |
| Barcelone                    | Santa Coloma de Gramanet | Badalone                   |

## Transports
La ville est reliée au réseau du métro de Barcelone depuis 2003, au niveau de la station Can Cuiàs sur la ligne 11.

## Personnalités
- José María Pérez Boixaderas (né en 1947), footballeur espagnol.
- Miguel Poblet (1928-2013), cycliste espagnol né dans la commune.
- Carlos Cuevas (né en 1995), acteur espagnol.